# Dierikon
Dierikon är en ort och kommun i distriktet Luzern-Land i kantonen Luzern, Schweiz. Kommunen har 1 665 invånare (2023).